# Крофне, љубав и још по нешто
Крофне, љубав и још по нешто је позоришна представа коју је режирала Тијана Васић према тексту Тијане Грумић. Ауторка Грумић је комад написала на другој години факултета, док је Тијани Васић ово била друга представа на сцени ДАДОВ-а.
Премијерно приказивање било је 30. новембра 2016. године у позоришту ДАДОВ.

## Радња
Главна јунакиња девојчица Асја открива да је тешко болесна и живи у окружењу где су због тога сви превише заштитнички настројени према њој док нико заправо не разуме како се она осећа.
Она покушава да живи нормалан живот једне тинејџерке упркос томе у каквој се ситуацији тренутно налази - заљубљује се, бива остављена, склапа пријатељства за цео живот.

## Улоге
| Лица | Глумци               |
| ---- | -------------------- |
|      | Новак Радуловић      |
|      | Татјана Димитријевић |
|      | Александар Кецман    |
|      | Милена Божић         |
|      | Јелена Благојевић    |
|      | Огњен Драговић       |
|      | Теодора Гавриловић   |
|      | Влада Папрић         |